# Andreas I. (Ungarn)

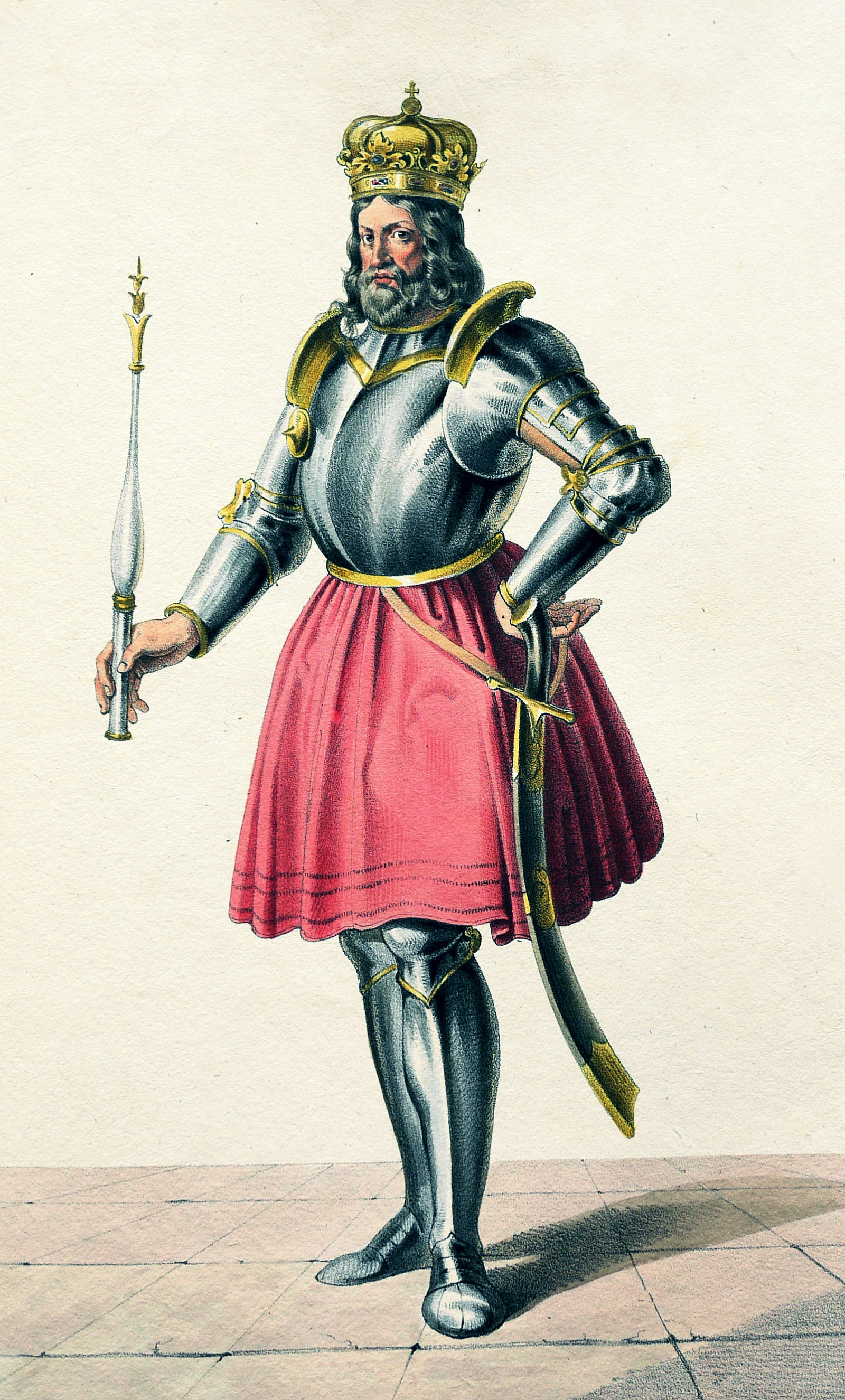
Andreas I., Lithographie von Josef Kriehuber nach einer Zeichnung von Moritz von Schwind, ca. 1828

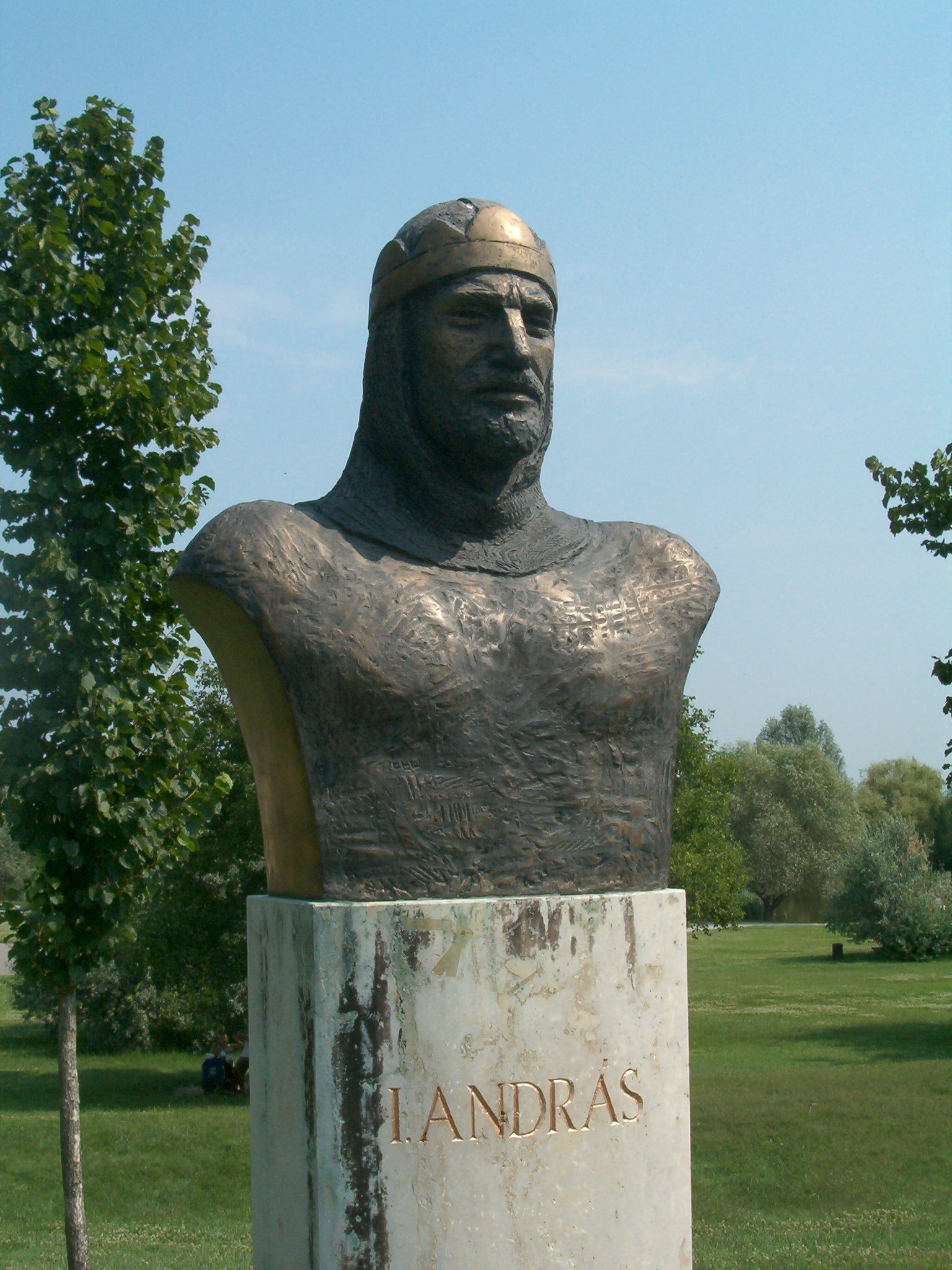
Büste von Andreas I. in Ópusztaszer

Andreas I. ungarisch András I. (* 1015; † 1060), Sohn des Vazul aus dem Geschlecht der Árpáden, war von 1047 bis kurz vor seinem Tod König von Ungarn.

## Leben
Nach einer Phase der Thronkämpfe, die auf den Tod Stephans I. (1038) folgte, gelangten nach dem Tod Peter Orseolos mit Andreas wieder ein Arpade auf den ungarischen Thron. Unter Sámuel Abas Herrschaft waren Andreas und sein Bruder Levente zuvor aus Ungarn verbannt worden und hatten in der Kiewer Rus Zuflucht gefunden. Als sie von dort 1046 nach Ungarn zurückkehrten, unterstützten der heidnische Levente und der christlich getaufte Andreas zunächst die heidnischen Kreise, die während der Thronwirren an Einfluss gewonnen hatten. Nachdem Andreas 1047 in Stuhlweißenburg zum König gekrönt worden war und seine Herrschaft durch militärische Erfolge gefestigt hatte, trieb er jedoch erneut die Christianisierung voran.
Auch als ungarischer König blieb Andreas eng mit seinem ehemaligen Exil, der Kiewer Rus, verbunden. So heiratete er Anastasia die dritte Tochter des Kiewer Großfürsten Jaroslaw.
Das Verhältnis zum Reich blieb gespannt: 1051 und 1052 unternahm Heinrich III. zwei weitgehend erfolglose Feldzüge gegen Ungarn. Andreas verbündete sich 1053 mit Konrad I. von Bayern und unterstützte so die Opposition gegen den Kaiser.
1057 versuchte Andreas seine Nachfolge zu regeln, indem er seinen fünfjährigen Sohn Salomon zum König krönen ließ. Dieser konnte sein Erbe jedoch vorerst nicht antreten, da Béla I. seinen Bruder Andreas stürzte und den Thron einnahm.
Andreas und seine Familie liegen in der Familiengruft der Abteikirche Tihany am Plattensee begraben.

## Nachkommen
Aus der Ehe mit Anastasia von Kiew:
- Salomon I. (* 1052; † 1087), König von Ungarn
- David († nach 1094)
- Adelheid (* 1040; † 1062), ⚭ Vratislav II., König von Böhmen